# Samsung Galaxy Note 8
Samsung Galaxy Note 8 – smartfon przedsiębiorstwa telekomunikacyjnego Samsung Electronics z serii Galaxy Note. Telefon został zaprezentowany 23 sierpnia 2017 roku i zaczął być sprzedawany 15 września 2017.
Telefon posiada moduł 4G.

## Historia
W dniu 20 lipca 2017 Samsung zamieścił na Twitterze zwiastun wideo przedstawiający zaciemnione urządzenie z rysikiem.

## Specyfikacje

### Sprzęt

#### Chipsety
Note 8 jest zasilany przez procesor Exynos 8895  lub Snapdragon 835, w zależności od regionu geograficznego, wraz z 6 GB pamięci RAM.

#### Bateria
Note 8 jest wyposażony w niewymienialną przez użytkownika baterię 3300 mAh, która zapewnia do 15 W mocy ładowania przy użyciu Qualcomm Quick Charge 2.0.

#### Wyświetlacz
Note 8 ma 6,3-calowy wyświetlacz Super AMOLED o rozdzielczości 1440p z zakrzywionymi krawędziami podobnymi do Galaxy S8.

#### Aparat
Note 8 posiada dwa 12-megapikselowe obiektywy tylne.

#### Pamięć
Smartfon posiada 64 GB pamięci wewnętrznej.

#### Biometria
Smartfon jest wyposażony w skaner linii papilarnych obok tylnej kamery i zachowuje rozpoznawanie twarzy i tęczówki.